# 柳英里紗
柳 英里紗（やなぎ えりさ、1990年4月30日- ）は、日本の元俳優、ファッションモデル、元子役・ジュニアアイドル。神奈川県出身。アメリカ・ハワイ州生まれ。

## 人物・来歴
- 幼少期から雑誌やCMのモデル、子役として活動。近年は映画への出演が多い。
- デビュー時より柳英里紗、2003年11月よりELISA、2005年4月より柳英里沙、2007年9月より柳英里紗と改名。
- 血液型はA型。特技は英会話、卓球。
- 『あしたの私のつくり方』で共演した前田敦子と仲が良く、一緒に映画を観に行く程である[1]。

## 出演

### 映画
- 金髪の草原（2000年9月9日）- 日向ともみ 役
- 明日があるさ THE MOVIE（2002年10月5日）
- 懲戒免職（2006年、短編） ※劇場未公開
- 神童（2007年4月21日）- 女子中学生 役
- 天然コケッコー（2007年7月28日）- 田浦伊吹 役
- あしたの私のつくり方（2007年4月28日）
- ドモ又の死（2007年）
- 三本木農業高校、馬術部（2008年10月4日）- 山下翠 役
- グーグーだって猫である（2008年9月6日） - エリカ 役
- そうなんだ（2009年）
- 青梅街道精進旅行（2009年）
- 星守る犬（2011年6月11日）
- ポルノチックシリーズ 「惑星のかけら」（2011年11月26日、スローラーナー） - 主演・和希 役[2]
- ムージック探偵 曲菊彦（2012年）
- 水銀柱の恋（2012年、短編）
- Snowchild（2012年、ドイツ映画）
- チチを撮りに（2013年2月16日） - 主演・東村葉月 役
- アナタの白子に戻り鰹（2013年）
- 天使の欲望（2013年、映画美学校作品）[3]
- アイドル・イズ・デッド‐ノンちゃんのプロパガンダ大戦争‐（2014年）
- やるっきゃ騎士（2015年5月23日） - 星チカコ 役
- ローリング（2015年6月13日）- みはり 役
- 野良犬はダンスを踊る（2015年10月10日）- 米沢美織 役
- マジックユートピア（2016年3月26日、熊本先行上映 / 7月16日全国順次公開、「マジックユートピア」製作委員会） - ヒロイン・リサ 役[4]
- シン・ゴジラ（2016年7月29日）[5]
- 黒い暴動♥（2016年7月30日、SPOTTED PRODUCTIONS） - 彩香 役[6]
- くも漫。（2017年2月4日） - ゆのあ 役[7]
- トマトのしずく（2017年）
- まんが島（2017年） - ユキ 役
- CINEMA FIGHTERS 「終着の場所」（2017年1月26日） - 電車の女 役
- アリーキャット（2017年7月15日、アークエンタテインメント）
- おじいちゃん、死んじゃったって。（2017年11月4日、マグネタイズ・松竹メディア事業部）
- 21世紀の女の子 「愛はどこにも消えない」（2019年2月8日）
- すずしい木陰（2020年4月4日、コギトワークス） - 主演[8]
- 人数の町（2020年9月4日、キノフィルムズ）
- マイライフ、ママライフ（2021年9月14日、田辺・弁慶映画祭にて上映 / 2022年4月1日全国公開、ムービー・アクト・プロジェクト） - 野田結衣 役[9][10]
- MADE IN YAMATO 「エリちゃんとクミちゃんの長く平凡な一日」（2022年5月28日）[11]
- 餓鬼が笑う（平波亘監督、2022年）妙役
- almost people「長女のはなし」（2023年9月30日） - 神尾火水子 役[12]

### ウェブシネマ
- 夏のゴンドラ（2006年、短編）
- LISMOドラマ「婚前特急」シリーズ
  - -ジンセイは17から-（2009年）
  - -ジンセイやっぱ21から-（2011年）

### 配信ドラマ
- 代償（2016年10月、hulu） - 佃紗弓 役[13]
- 丸亀製麺ジョブドラマ「麺と千尋の並行世界」（2021年）[14]
- 僕の手を売ります（2023年）[15]
- フクロウと呼ばれた男（2024年） - 大神沙帆 役[16]

### テレビドラマ
- お仕事です!（1998年4月 - 7月、フジテレビ）
- 金田一少年の事件簿 第3シーズン（2001年7月 - 9月、日本テレビ）- 第4・5話 - 斑目るり役
- 最後の夏休み（2001年8月、日本テレビ『24時間テレビ24』スペシャルドラマ）
- 賢者の贈り物「祭典の日」（2001年12月、広島ホームテレビ）
- 太陽の季節（2002年7月 - 9月、TBS）- 桜井あゆな 役
- ディビジョン1「15歳のブルース」（2005年5月 - 6月、フジテレビ）- こずえ 役
- 八日目の蝉（2010年4月、NHK総合）- 飯塚ユリ 役
- エアーズロック（2012年4月 - 、サンテレビ） - 初代ゴカンピーチ/百瀬はるか 役
- D×TOWN「太陽は待ってくれない」（2012年5月、テレビ東京）
- 大河ドラマ 八重の桜 第33話 - （2013年8月18日 - 、NHK）
- 天使と悪魔-未解決事件匿名交渉課- 最終話（2015年6月5日、テレビ朝日） - 向井真理子 役
- この街の命に（2016年4月2日、WOWOW） - 山室聖子 役
- グーグーだって猫である2 -good good the fortune cat- 第1話（2016年6月11日、WOWOW） - ヒナ 役
- 潜入捜査アイドル・刑事ダンス 第7話（2016年11月19日、テレビ東京） - 矢島夏希 役
- 吉祥寺だけが住みたい街ですか? 第9話（2016年12月10日、テレビ東京） - 斉田絵里 役
- 岐阜にイジュー!」（2017年4月24日 - 2017年6月26日、名古屋テレビ メ～テレ開局55周年記念ドラマ） - 主演・真野美晴 役（水崎綾女とW主演）[17]
- 我が家の問題（2018年） ‐ 相馬楓 役
- デザイナー 渋井直人の休日（2019年） ‐ 甲本ヒロミ 役
- 平成物語〜なんでもないけれど、かけがえのない瞬間〜 第3話（2019年3月21日、フジテレビ）
- 連続ドラマW 坂の途中の家（2019年春、WOWOW）- 木崎麻衣 役
- 珈琲いかがでしょう 第2話（2020年4月12日、テレビ東京） ‐ ネネモ 役
- アクターズ・ショート・フィルム2「理解される体力」（2022年2月6日放送予定、WOWOW） - 主演・キエ 役（三浦貴大とダブル主演）[18][19]

### 舞台
- 岩松了プロデュースvol.3 「三人姉妹はホントにモスクワに行きたがっているのか?」（2018年1月26日 - 2月4日、下北沢駅前劇場）[20][21]
- 五反田団「愛に関するいくつかの断片」（2022年4月25日 - 5月5日、アトリエヘリコプター）[22]

### その他テレビ番組
- 英語であそぼ（NHK教育）
- 週刊こどもニュース（2002年4月 - 2004年3月、NHK教育） - 長女役
- 総合診療医ドクターG 総合テレビ版 第8回（2010年5月24日、NHK総合）
- SICKS〜みんながみんな、何かの病気〜（2015年10月10日 - 12月26日、テレビ東京） - 中田杏役

### CM
- 日本コカ・コーラ「森の水だより」（1995年）
- はごろもフーズ「シーチキン」（1995年）
- オリエントコーポレーション「オリコカード 刑事プリオ」（1996年）- レオナルド・ディカプリオと共演
- セキスイハイム「ツーユーホーム」（1996年）
- 旭化成「ヘーベルハウスZONA 飼いたい」（1997年）
- ローバージャパン（1997年）
- 日本生命保険「ふれ愛家族96・天国のパパ編」（1998年）
- マスターフーズ「ペディグリーチャム」（1998年）
- ジャルパック「1999JAL SOUTHERN RESORTS ハワイ」（1999年）
- 日立（1999年）
- SUZUKI「ワゴンR」（1999年）
- カルピス「カルピス」（2000年）
- NHK-BS（2000年）
- 味の素「COOK DO」（2001年-）
- 日本マクドナルド「102キャンペーン」（2001年）
- セガ「ソニックメガコレクション」（2002年）
- ブエナビスタホームエンタテインメント「ジブリがいっぱい」（2002年）
- 進研ゼミ「中学講座 自宅学習が大切」（2005年）
- 東京海上日動あんしん生命（2007年）
- キリン 一番搾り「おうちでフローズン」篇（2013年）
- コニカミノルタ「コニカミノルタマンIII 大嫌いな上司」（2013年）
- 白十字 白十字ぬくもり3分劇場「父と娘の救急箱」（2013年） - 白井五希 役
- LION 企業広告「働く女性への応援歌」篇（2014年）
- リクルート タウンワーク「ホーム」篇（2015年）
- 小田急電鉄「世界に一つの日々と [３人の日々篇]」（2016年）

### ミュージックビデオ
- CASCADE「Dance Capriccio」（1999年）
- aiko「マント」（2002年）
- 蜜「初恋かぷせる」（2012年）
- illmore「love left.」（2019年）
- paionia「人の瀬」（2022年2月2日）[23]

### イベント
- 柳英里紗映画祭
  - 第2回（2018年7月7日 - 13日、愛知・シネマスコーレ）[24]
  - 第5回（2021年12月11日 - 13日、愛知・シネマスコーレ）[25]

### その他
- 柳英里沙と春田瑠里のユマニテちゅーずでー（ユマニテ携帯サイトのラジオ番組）
- 『魔法少年☆ワイルドバージン』トークショー(12月9日)